# Philip Reitsperger
Philip Reitsperger (geboren am 22. März 1984) ist ein österreichischer Designer, Fotograf sowie Design- und Medientheoretiker.

## Leben
Nach der Abitur in Salzburg studierte Reitsperger von 2004 bis 2009 Grafik und Werbung in der Meisterklasse von Walter Lürzer an der Universität für Angewandte Kunst Wien. Wichtige Impulse erhielt Reitsperger durch den Schriftgestalter Günter Gerhard Lange. Von 2013 bis 2015 studierte Reitsperger Innovation Management am Central Saint Martins an der University of the Arts London unter Leitung des Philosophen Jamie Brassett. Prägend in dieser Zeit war für Reitsperger die Zusammenarbeit mit Monika Hestad und John O’Reilly in Norwegen und London.
Seit 2009 ist Reitsperger als Designer selbständig tätig. 2013 gründete er das interdisziplinäre Design Studio Identity Lab. Nach diversen Auslandsaufenthalten verlegt Reitsperger seinen Lebensmittelpunkt 2017 wieder nach Österreich. Reitsperger lebt in Wien und ist Vater einer Tochter.

## Tätigkeit
Als Designer arbeitet Reitsperger in den Fachgebieten Grafikdesign, Webdesign, und Designmanagement sowie Animation, Fotografie und Illustration. Auf Grundlage seiner zwei Ausbildungswege verbindet er Methoden des Innovation Managements mit denen von Co-Creation und Design Thinking. Reitsperger ist an akademischen Publikationen zum Thema Design beteiligt und veröffentlicht regelmäßig in fachspezifischen Printmedien und Internetportalen. Beratend wie auch als Gestalter ist Reitsperger u. a. für den Wiener Musikverein, die Wiener Symphoniker oder NGOs wie SOS-Kinderdorf tätig.
Seit langem arbeitet Reitsperger mit der österreichischen Artrock-Gruppe Blank Manuskript zusammen und gestaltet u. a. das Artwork für deren Alben.
Zudem ist Reitsperger künstlerisch als Fotograf tätig und hat ein inzwischen umfangreiches Werk vorgelegt. Dabei arbeitet Reitsperger vorrangig in Serien, die auf Reisen, dokumentarischen Recherchen oder motivischen Untersuchungen beruhen. Insbesondere setzt sich Reitsperger mit der Relation von Mensch, Urbanität und Natur auseinander.

## Auszeichnungen
Im Jahr 2023 erhielt das von Reitsperger gegründete und geleitete Design Studio Identity Lab den Red Dot Design Award des Design Zentrum Nordrhein-Westfalen in Deutschland.
2017 wurde die Großveranstaltung Routes – Die Europareise mitten in Wien unter Beteiligung Reispergers mit dem Europa Staatspreis der Republik Österreich ausgezeichnet.

## Veröffentlichungen (Auswahl)
- Reitsperger, Philip; Hestad, Monika; & O’Reilly, John. (2015). Design Thinking Stretching at the Nexus. In Van de Zande, Robin; Bohemia, Erik; & Digranes, Ingvild; (Eds.), Learn x Design. Proceedings of the 3rd International Conference for Design Education Researchers. Chicago, 28-30 June 2015 (pp. 455-468). Aalto, Finland: Aalto University / and Spotswood, NJ, USA: Design Research Society. ISBN 978-952-60-0069-5.
- Reitsperger, Philip; Hestad, Monika; & O’Reilly, John. (2015). Design Thinking Stretching at the Nexus. conference proceedings Learn-x-Design (online)
- A Curious Wanderer.  In: DA Mitteilungen 7. Oktober 2015, S. 5. (online)
- Der schlimmste Albtraum der Kreativen Klasse? DALL·E 2! In: DA Mitteilungen 01 2023, S. 8. (online)
- Gestaltungsorte. In: DA Mitteilungen 1 2018, S. 18. (online)
- KI-Generierte Bilder die Kraft, die öffentliche Meinung zu verändern. In: identitylab.at, 28. August 2023. (online)